# Гнилуша (приток Северки)
Гнилуша (в верховье Гнилушка) — река в Московской области России, левый приток реки Северки.
Берёт начало от бывшей деревни Елгазино западнее аэропорта Домодедово, впадает в Северку у деревни Карачарово городского округа Домодедово. При впадении Гнилуша выглядит шире и больше, чем основная река.
Длина реки составляет 38 км (по другим данным — 31 км), площадь водосборного бассейна — 209 км². Равнинного типа. Питание преимущественно снеговое. Замерзает обычно в середине ноября, вскрывается в середине апреля. Несмотря на многочисленные деревни в бассейне Гнилуши, лесов на её берегах много, особенно на правом берегу. Туристов привлекает красота пейзажей долины реки, особенно замечательных в период золотой осени.

## Данные водного реестра
По данным государственного водного реестра России, относится к Окскому бассейновому округу. Речной бассейн — Ока, речной подбассейн — бассейны притоков Оки до впадения Мокши, водохозяйственный участок — Москва от водомерного поста в деревне Заозерье до города Коломны.